# القانون الموحد لحقوق الوالدين والتنفيذ والحماية
تم وضع القانون الموحد لحقوق الوالدين والتنفيذ والحماية (UPREPA) في سبتمبر 2000 كقانون خاص للولايات المتحدة وللعديد من الدول بشكل فردي. وهو يقوم على بند الحماية المتساوية في التعديل الـ 14 لـدستور الولايات المتحدة. وكان الغرض من هذا الإصلاح هو ضمان أن تكون حقوق الطفل في التواصل بشكل متساوٍ مع كلا الوالدين محمية بموجب القانون الفدرالي. لأن القانون الموحد لحقوق الوالدين والتنفيذ والحماية سيقضي على مفاهيم الحضانة والزيارة.
هذا القانون هو مقترح من نماذج التشريعات، مشابه لنموذج الشتريع الذي تم اقتراحه لقانون إصلاح الضرر وقانون العقود والقانون الجنائي. وقد اقتُرح تطبيق هذا القانون في كل من الولايات الخمسين جنبًا إلى جنب مع متطلبات الرقابة الفدرالية وهو مشابه للقانون الذي تم اقتراحه والموافقة عليه وسنّه باسم «القانون الموحد بشأن الاختصاص القضائي والتنفيذ المتعلق بحضانة الأطفال» (UCCJA).

## وصلات خارجية
- UPREPA